# 1715 год в музыке

## События
- В Париже поставлен первый водевиль.
- Франческо Джеминиани выступает при дворе короля Георга I, аккомпанируя Генделю.
- Японский аристократ Тамагусуку Тёкун (яп. 玉城 朝薫, англ. Tamagusuku Chōkun), создатель национального рюкюского танцевального театра Куми Одори (яп. 組踊, kumi odori), назначен Распорядителем Танцев.[1]
- Доменико Скарлатти становится капельмейстером в соборе Святого Петра в Риме.
- Никола Порпора начинает преподавать в неаполитанской Conservatorio di S. Onofrio.
- Доменико Циполи получил престижную должность органиста в церкви Иль-Джезу в Риме.
- Шведский композитор Юхан Хельмик Руман приезжает для учёбы в Лондон, где становится музыкантом в оперном оркестре под руководством Георга Фридриха Генделя.

## Классическая музыка
- Иоганн Себастьян Бах
  - «Английские сюиты»
  - Кантата BWV 31 — Der Himmel lacht! Die Erde jubilieret
- Франсуа Куперен — «Королевские концерты»
- Алессандро Скарлатти — Stabat Mater на слова поэта XIII века Якопоне да Тоди.
- Жан Фери Ребель — «Характеры танца» (фр. Les Caractères de la danse).

## Опера
- Иоганн Аугустин Кобелиус (нем. Johann Augustin Kobelius), — Der unschuldig verdammte Heinrich, Fürst von Wallis
- Джузеппе Мария Орландини — Bacocco e Serpilla
- Алессандро Скарлатти — «Тигран» (итал. Il Tigrane ovvero L’egual impegno d’amore e di fede)
- Доменико Скарлатти — La Dirindina
- Антонио Вивальди — Nerone Fatto Cesare

## Родились
- 12 января — Жак Дюфли (фр. Jacques Duphly), французский клавесинист, органист и композитор (умер 15 июля 1789).
- 29 января — Георг Кристоф Вагензейль (нем. Georg Christoph Wagenseil), австрийский композитор (умер 1 марта 1777).
- 11 апреля — Джон Алкок (англ. John Alcock), английский композитор и органист (23 февраля 1806).
- 19 апреля — Джеймс Нарес (англ. James Nares), английский композитор (10 февраля 1783).
- 23 апреля — Иоганн Фридрих Долес (нем. Johann Friedrich Doles), немецкий композитор, ученик И. С. Баха (умер 8 февраля 1797).
- 28 апреля — Франц Шпарри (нем. Franz Sparry), австрийский композитор (умер 7 апреля 1767).
- 11 мая:
  - Иоганн Готфрид Бернхард Бах (нем. Johann Gottfried Bernhard Bach), органист, четвёртый ребёнок Иоганна Себастьяна Баха и Марии Барбары (умер 27 мая 1739).
  - Игнацио Фиорилло (итал. Ignazio Fiorillo), итальянский композитор (умер в июне 1787).
- 16 ноября — Джироламо Абос (итал. Girolamo Abos), итало-мальтийский композитор (умер в мае 1760).
- Декабрь — Изабелла Лампе (англ. Isabella Lampe), английская оперная сопрано, жена английского музыканта Джона Фредерика Лампе (умерла 5 января 1795).
- 12 декабря — Дженнаро Манна (итал. Gennaro Manna), итальянский композитор (умер 28 декабря 1779).
- Дата неизвестна
  - Джованни Баттиста Казали (итал. Giovanni Battista Casali), итальянский музыкант (умер в 1792).
  - Франческо Зоппис (итал. Francesco Zoppis), итальянский композитор (умер после 1781).

## Скончались
- 22 января — Марк Антонио Зиани (итал. Marc'Antonio Ziani), итальянский композитор (родился в 1653).
- 3 февраля — Готфрид Фопелиус (нем. Gottfried Vopelius), немецкий композитор хоральных мелодий, кантор церкви св. Николая в Циттау.
- 30 июля — Нахум Тейт (англ. Nahum Tate), ирландский поэт, сочинитель псалмов и песен (родился в 1652)
- 2 сентября — Константин Кристиан Дедекинд (нем. Constantin Christian Dedekind), немецкий поэт, драматург, либреттист, композитор и бас эпохи барокко (родился 2 апреля 1628).
- дата неизвестна — Антонио де Салазар (исп. Antonio de Salazar), мексиканский композитор (родился в 1650).

Вероятно — Даниэль Эберлин (нем. Daniel Eberlin), немецкий композитор и капельмейстер (родился в 1647).